# Niyaməddin Paşayev
Niyaməddin Vaqif oğlu Paşayev (ur. 1 maja 1980 w Qubadlı) – azerski zawodnik taekwondo, uczestnik letnich igrzysk olimpijskich w Atenach, mistrz świata i brązowy medalista mistrzostw świata, dwukrotny mistrz Europy i brązowy medalista tych mistrzostw.
W 2004 roku w Baku zwyciężył w turnieju kwalifikacyjnym do igrzysk olimpijskich w Atenach i uzyskał tym samym kwalifikację olimpijską. W zawodach olimpijskich w kategorii do 68 kg zajął 11. miejsce, po przegranym pojedynku z Song Myeong-seobem.
W 2000 roku, na mistrzostwach Europy w Patras, zdobył brązowy medal w kategorii do 62 kg. Rok później, na mistrzostwach globu w Jeju, został mistrzem świata w kategorii do 67 kg. W 2003 roku zdobył jeszcze brązowy medal mistrzostw świata w Garmisch-Partenkirchen w tej samej kategorii. W 2004 w Lillehammer i 2005 roku w Rydze został mistrzem Europy również w tej kategorii wagowej.
Ponadto dwukrotnie zajął trzecie miejsce w wojskowych mistrzostwach świata w kategorii do 67 kg. Dokonał tego w 2002 roku w Fort Hood oraz rok później w Zagrzebiu. W 2002 roku uplasował się na trzeciej pozycji w Pucharze Świata w Tokio.